# Муджахед аль-Муни
Муджахед аль-Муни (араб. مجاهد المنيع‎; род. 15 января 1996, Саудовская Аравия) — саудовский футболист, нападающий клуба «Аль-Таи».

## Клубная карьера
Муджахед аль-Муни начинал свою карьеру футболиста в саудовском клубе «Аль-Хиляль». 21 декабря 2016 года он дебютировал в саудовской Про-лиге, выйдя на замену в конце гостевого поединка против «Аль-Батина».